# Илиян Янчев
Илиян Костов Янчев е български политик, кмет на община Малко Търново, издигнат от Земеделски съюз „Александър Стамболийски“. Негов брат е известният историк и преподавател в Софийския университет – Веселин Янчев. Владее английски и турски език.

## Биография
Илиян Янчев е роден на 6 декември 1968 година в град Малко Търново, България.

### Професионален опит
От 16 април 1986 до 25 април 1989 година работи в предприятие за Добив и обработка на скални материали, в град Малко Търново. От 12 февруари 1990 до 2 ноември 1998 година работи в Районно митническо управление – Бургас.

### Политическа кариера
Илиян Янчев става кмет на Малко Търново през 2011 година, издигнат от Земеделски съюз „Александър Стамболийски“.

#### Избори
На местните избори през 2011 година е избран за кмет от листата на Земеделски съюз „Александър Стамболийски“. Печели на първи тур с 50,94%, втори след него е Владимир Павлов от РЗС с 19,57%. На местните избори през 2015 година печели на първи тур и е преизбран за втори мандат от листата на ГЕРБ. Печели със 71,86%, а втори е Тодор Жеков от СЕК с 21,86%. На местните избори през 2019 година отново печели на първи тур и е преизбран за трети мандат от листата на ГЕРБ. Печели със 73,60%, а втори е Николай Костуров от СЕК с 15,22%. На местните избори през 2023 година отново печели на първи тур и е преизбран за четвърти мандат като независим кандидат. Печели с 89,58%, а втори е Димитър Мавродиев от ПП „Възраждане“ с 6,74%.